# Läkarna på Lenox Hill
Läkarna på Lenox Hill (originaltitel: Lenox Hill) är en dokumentär webb-tv-serie som hade premiär på Netflix den 10 juni 2020. Serien kretsar främst kring livet för fyra läkare inom områdena neurokirurgi, akutmedicin, obstetrik och gynekologi vid Lenox Hill sjukhus i New York.

## Läkare och deras specialitet
- John Boockvar: neurokirurgi [3]
- David Langer: neurokirurgi [4]
- Mirtha Macri: akutläkare [5]
- Amanda Little Richardson: Gynekologi och obstetrik [6]